# 石牛山 (臺灣)
石牛山，位於台灣桃園市復興區與新竹縣關西鎮交界處，即石門水庫壩區南側的山峰，與壩區北側的溪洲山遙遙相望。峰頂海拔671公尺，為台灣小百岳之一。